# 傅子純
傅子純（1980年1月1日—），台灣男演员，在2002年出道，為民視當家男主角。

## 個人生活
2021年12月5日透露，在2018年已經與交往7年的女友登記結婚。

## 演藝生涯
2002年，仍就讀於大學時，父親替他報名加入一演員訓練班，在訓階段受邀演出八點檔，後演出多部八點檔。在生涯期間曾因演技不純熟而被片場人員辱罵，及被片場人員看不起的經驗，後在新兵日記演出楊海生讓人印象深刻。他認為過去參與多個八點檔拍攝讓自己成長。

## 作品
出道作品是後山日先照，後續接演風中緋櫻、意難忘等作品。2003年獲邀演出男主角，前往中國拍攝愛上天使。曾參與演出電影血觀音，和吳可熙拍攝及演出床戲。在2010年時參與新兵日記的演出而迅速獲得歡迎。因為黃金歲月而入圍亞洲電視大獎最佳男配角。

## 獎項紀錄
| 年份   | 頒獎典禮           | 獎項         | 作品     | 角色   | 結果 |
| ------ | ------------------ | ------------ | -------- | ------ | ---- |
| 2021年 | 第26屆亞洲電視大獎 | 最佳男配角獎 | 黃金歲月 | 劉家豪 | 入圍 |

## 外部連結
- 傅子純的Facebook專頁
- 鳳凰藝能－傅子純 （页面存档备份，存于）